# Wormaldia serratosioi
Wormaldia serratosioi là một loài Trichoptera trong họ Philopotamidae. Chúng phân bố ở miền Cổ bắc.